# 国道26号

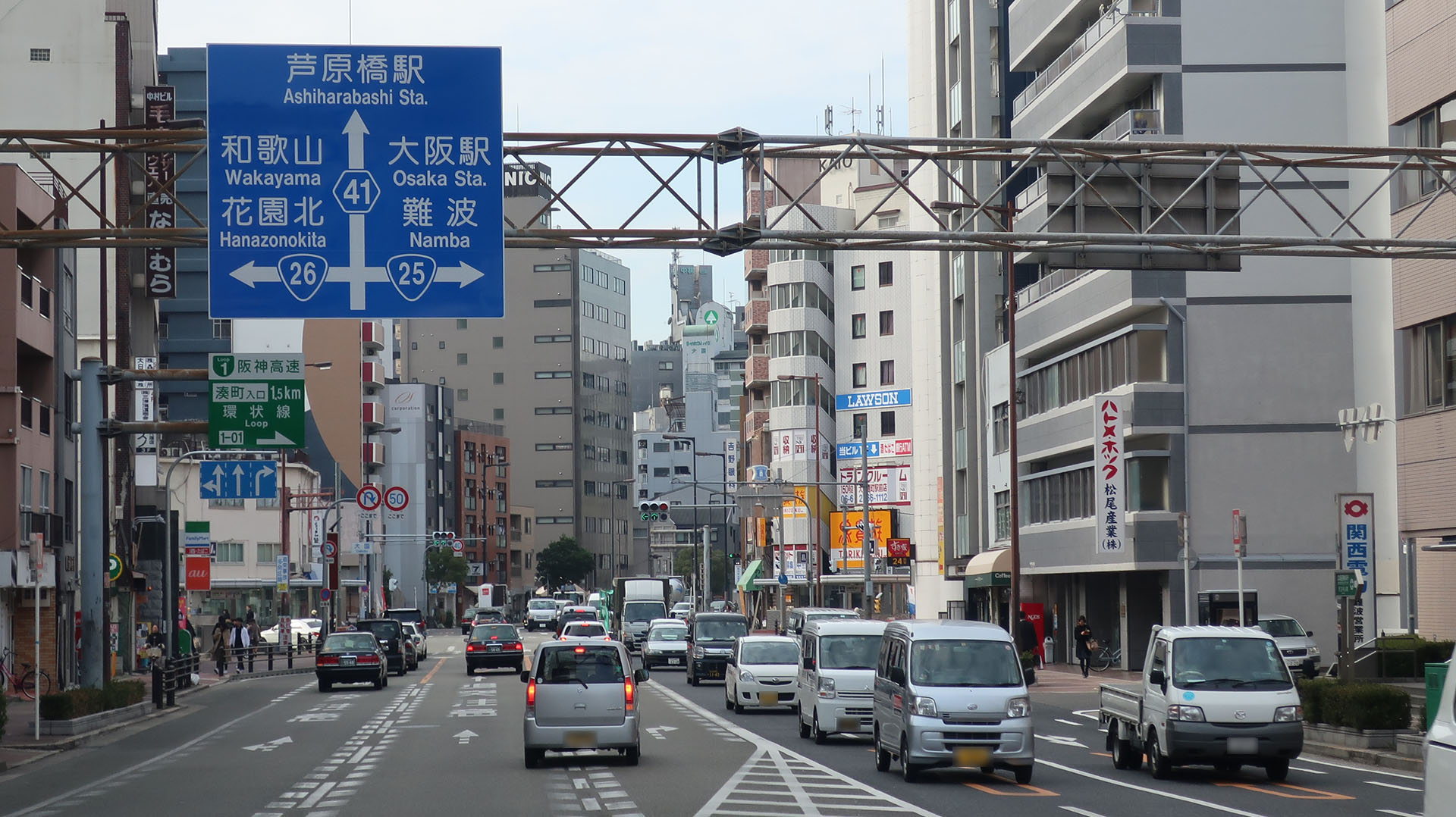
起点からの重複区間
国道25号からの分岐
大阪府大阪市浪速区 大国交差点

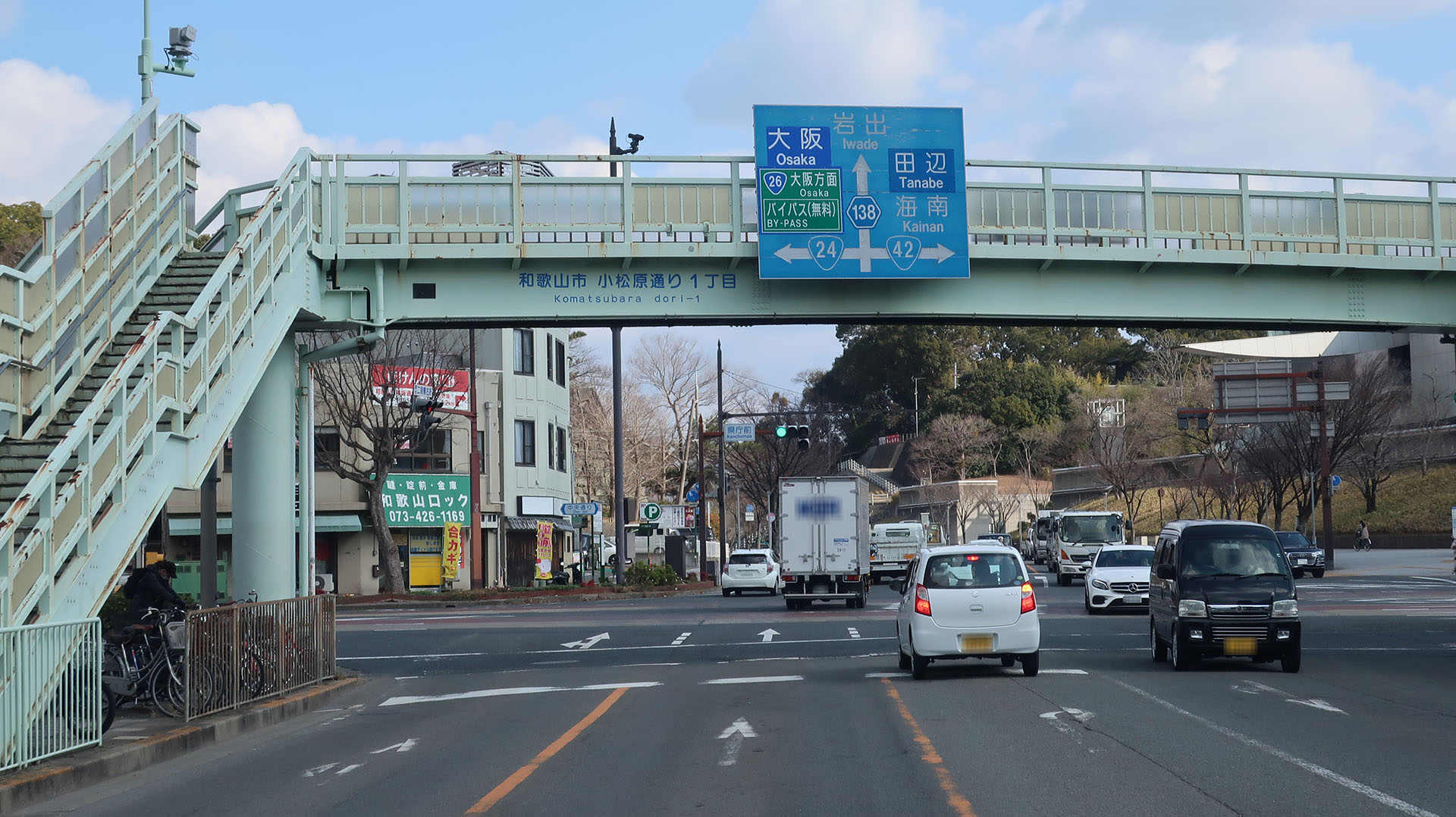
国道26号 終点
和歌山県和歌山市 県庁前交差点

国道26号（こくどう26ごう）は、大阪府大阪市北区から堺市、岸和田市を経由し、和歌山県和歌山市に至る一般国道である。

## 概要
府県庁所在地である大阪市と和歌山市を結ぶ一般国道の路線で、大阪市北区の梅田新道交差点から大阪湾の沿岸に沿うように南下して、大阪・和歌山の府県境にまたがる和泉山脈の平井峠（和歌山岬トンネル）を越えて和歌山県庁前の県庁前交差点に至る。主な通過地は、大阪府大阪市西成区・住之江区、堺市堺区・西区、高石市、和泉市、泉大津市、岸和田市、貝塚市、泉佐野市、泉南市、阪南市、泉南郡岬町である。
起点から大阪市浪速区（大国交差点）までは国道25号と国道165号との重複区間である。なお、この区間にある御堂筋は南向きの一方通行（一部を除く車両が対象）となっている。なお、2012年（平成24年）4月以降は御堂筋の区間だけが指定区間から外れている。

### 路線データ
一般国道の路線を指定する政令に基づく起終点および経過地は次のとおり。
- 起点：大阪市（北区、梅田新道交差点 = 国道1号・国道25号・国道176号終点、国道2号・国道163号・国道165号起点）
- 終点：和歌山市（県庁前交差点 = 国道24号・国道42号・和歌山県道16号和歌山港線終点、和歌山県道138号和歌山野上線起点）
- 重要な経過地：堺市、高石市、和泉市、泉大津市、岸和田市、貝塚市、泉佐野市、泉南市、阪南市
- 総延長 : 71.5 km（大阪府 44.9 km、大阪市 7.6 km、堺市 12.2 km、和歌山県 6.8 km）[2][注釈 2]
- 重用延長 : 3.4 km（大阪府 - km、大阪市 1.1 km、堺市 - km、和歌山県 2.4 km）[2][注釈 2]
- 未供用延長 : なし[2][注釈 2]
- 実延長 : 68.1 km（大阪府 44.9 km、大阪市 6.5 km、堺市 12.2 km、和歌山県 4.4 km）[2][注釈 2]
  - 現道 : 52.4 km（大阪府 28.8 km、大阪市 6.5 km、堺市 12.2 km、和歌山県 4.4 km）[2][注釈 2]
  - 旧道 : なし[2][注釈 2]
  - 新道 : 15.7 km（大阪府 15.7 km、大阪市 - km、堺市 - km、和歌山県 - km）[2][注釈 2]
- 指定区間：大阪市浪速区難波中一丁目6番5 - 和歌山市小松原通一丁目2番（難波西口交差点 - 県庁前交差点（終点））[注釈 3][3]

## 歴史
国道26号は、大坂と和歌山を結ぶ紀州街道および孝子越街道のそれぞれ一部区間を継承する路線である。

### 年表
- 1885年（明治18年） - 内務省告示第6号「國道表」では、和歌山市までが国道29号「東京より和歌山県に達する路線」（現1号経由、大阪で分岐）となった。
- 1920年（大正9年） - 旧道路法に基づく路線認定では国道16号「東京市より和歌山県庁所在地に達する路線」となった。
- 1930年（昭和5年） - 奈良までだった国道15号（現24号）が和歌山市まで延伸されたため、区別のため16号の路線名が「東京都より和歌山県庁所在地に達する路線（乙）」となった。
- 1945年（昭和20年） - 現42号にあたる国道41号「東京都より和歌山県庁所在地に達する路線（丙）」が指定されている。
- 1952年（昭和27年）12月4日 - 新道路法に基づく路線指定で、旧16号は一級国道26号（大阪府大阪市 - 和歌山県和歌山市）として指定された。
- 1965年（昭和40年）4月1日 - 道路法改正によって一級・二級の区別がなくなり、一般国道26号となった。
- 2017年（平成29年）4月1日 - 第二阪和国道の全線開通に伴って、阪南 - 和歌山が一本化され、旧道は和歌山県道・大阪府道752号和歌山阪南線へ移管された[4][5]。
- 2018年（平成30年）4月1日、堺泉北道路が大阪府道36号泉大津美原線から国道26号に移管された[6]。

## 路線状況

### バイパス

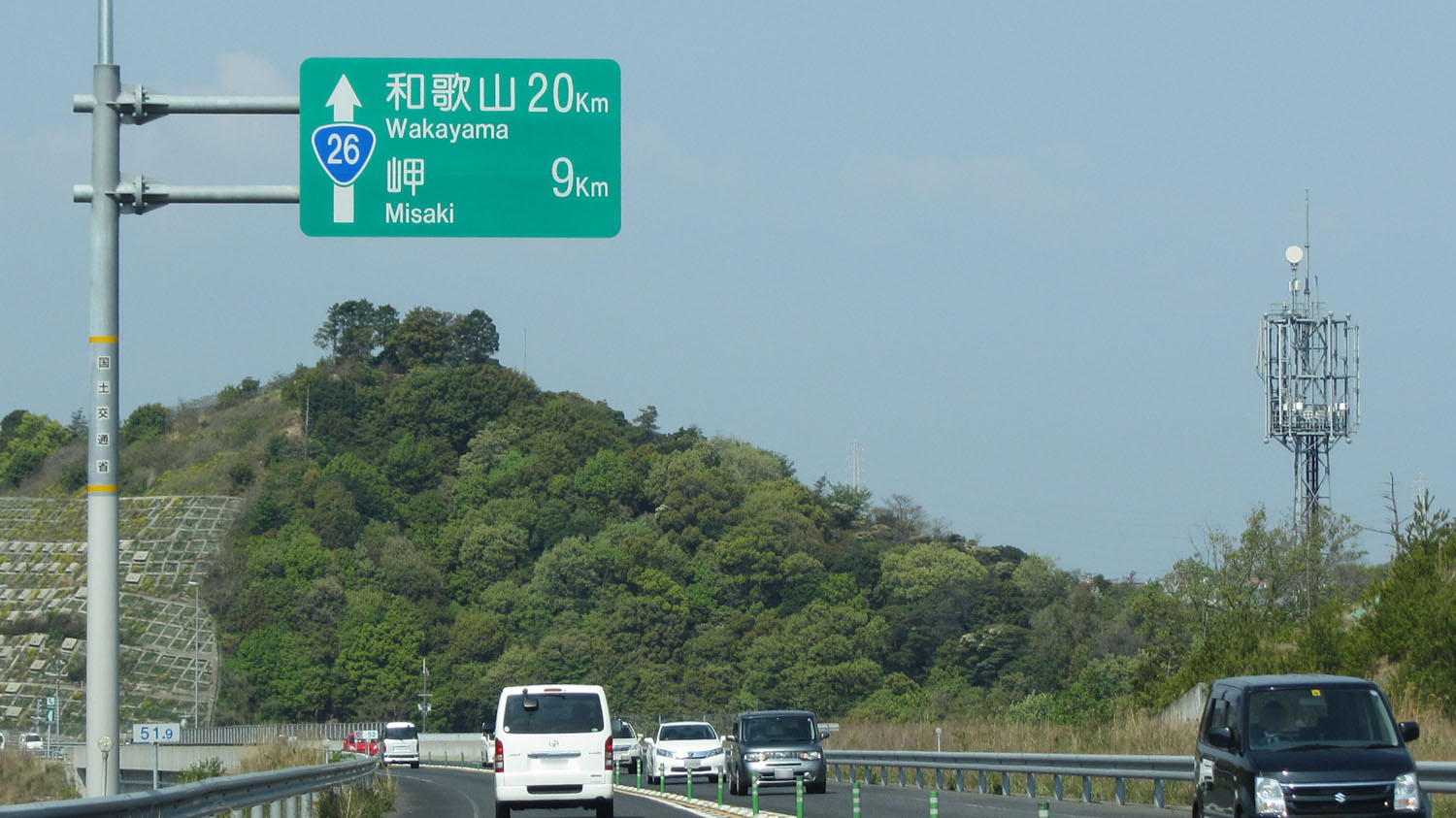
第二阪和国道
大阪府阪南市貝掛

- 第二阪和国道

第二阪和国道（だいにはんわこくどう）は、大阪府堺市堺区翁橋町から和歌山県和歌山市元寺町に至る延長53.4 kmの都市計画道路。うち、大阪府阪南市自然田（じねんだ）から終点にかけての20.6 kmは地域高規格道路に指定されている。道路建設にあたって池上・曽根遺跡の発掘調査が行われた。堺市内で旧道と新道の往来があり、フェニックス通りを通過する。
各府県別に事業化されているほか、和歌山県内は2つの事業区間に区分されている。1988年（昭和63年）に一部区間が事業化されたことにより整備が開始され、2003年（平成15年）以降に順次供用され、2017年（平成29年）4月1日に全線開通した。

### 旧道
- 大阪府道204号堺阪南線（全線）
- 和歌山県道・大阪府道752号和歌山阪南線（全線）
- 和歌山県道15号新和歌浦梅原線（梅原交差点 - 宇治交差点間）

### 重複区間
- 国道25号・国道165号（大阪府大阪市北区梅田1丁目・梅田新道交差点（起点） - 大阪市浪速区大国1丁目・大国交差点）
- 国道24号（和歌山県和歌山市嘉家作丁・嘉家作交差点 - 和歌山市小松原通1丁目・県庁前交差点（終点））

### イレブンスリー暴走対策
イレブンスリー暴走とは毎年11月2日未明から翌日11月3日にかけて大阪府岸和田市付近の国道26号で行われる暴走族のイベントであるが、近隣の住民らからの苦情やナンバー隠蔽による逮捕が絶えず、また年々参加人数・見物客が増加していたため、2016年（平成28年）以降暴走族の集団暴走を阻止のために西之内町南交差点から中井町交差点までの間の約2 kmの全面通行止めが11月2日午後10時から11月3日午前5時まで実施されている。

### 道路施設

#### 橋梁
- 大阪府
  - 大江橋（堂島川、大阪市北区）

- 淀屋橋（土佐堀川、大阪市北区 - 大阪市中央区）

- - 大和川大橋（大和川、大阪市住之江区 - 堺市堺区）
  - 古川橋（古川、堺市堺区）
  - 堅川橋（堅川、堺市堺区）
  - 見出川橋（見出川、貝塚市 - 泉佐野市）
  - 新樫井川橋（樫井川、泉佐野市 - 泉南市）
  - 金熊寺川橋（金熊寺川、泉南市 - 阪南市）
  - 南山中1号橋（阪南市）
  - 南山中2号橋（阪南市）
  - 淡輪高架橋（泉南郡岬町）
- 和歌山県
  - 紀の国大橋（紀の川、和歌山市）
  - 城北橋（市堀川、和歌山市、国道24号重複区間内）

#### トンネル
- 大阪府
  - 泉南トンネル：延長215 m、1983年（昭和58年）竣工、泉南市
  - 南山中トンネル：延長221 m、2010年（平成22年）竣工、阪南市
  - 阪南岬トンネル：延長610 m、2010年（平成22年）竣工、阪南市 - 泉南郡岬町
  - 深日（ふけ）トンネル：延長180 m、2016年（平成28年）竣工、泉南郡岬町
  - 孝子トンネル：延長160 m、2016年（平成28年）竣工、泉南郡岬町
  - 和歌山岬トンネル：延長550 m、2016年（平成28年）竣工、泉南郡岬町 - 和歌山県和歌山市

#### 道の駅
- 大阪府
  - みさき（泉南郡岬町）

#### 道路情報ラジオ
- 大阪府
  - 泉大津（泉大津市）

## 地理

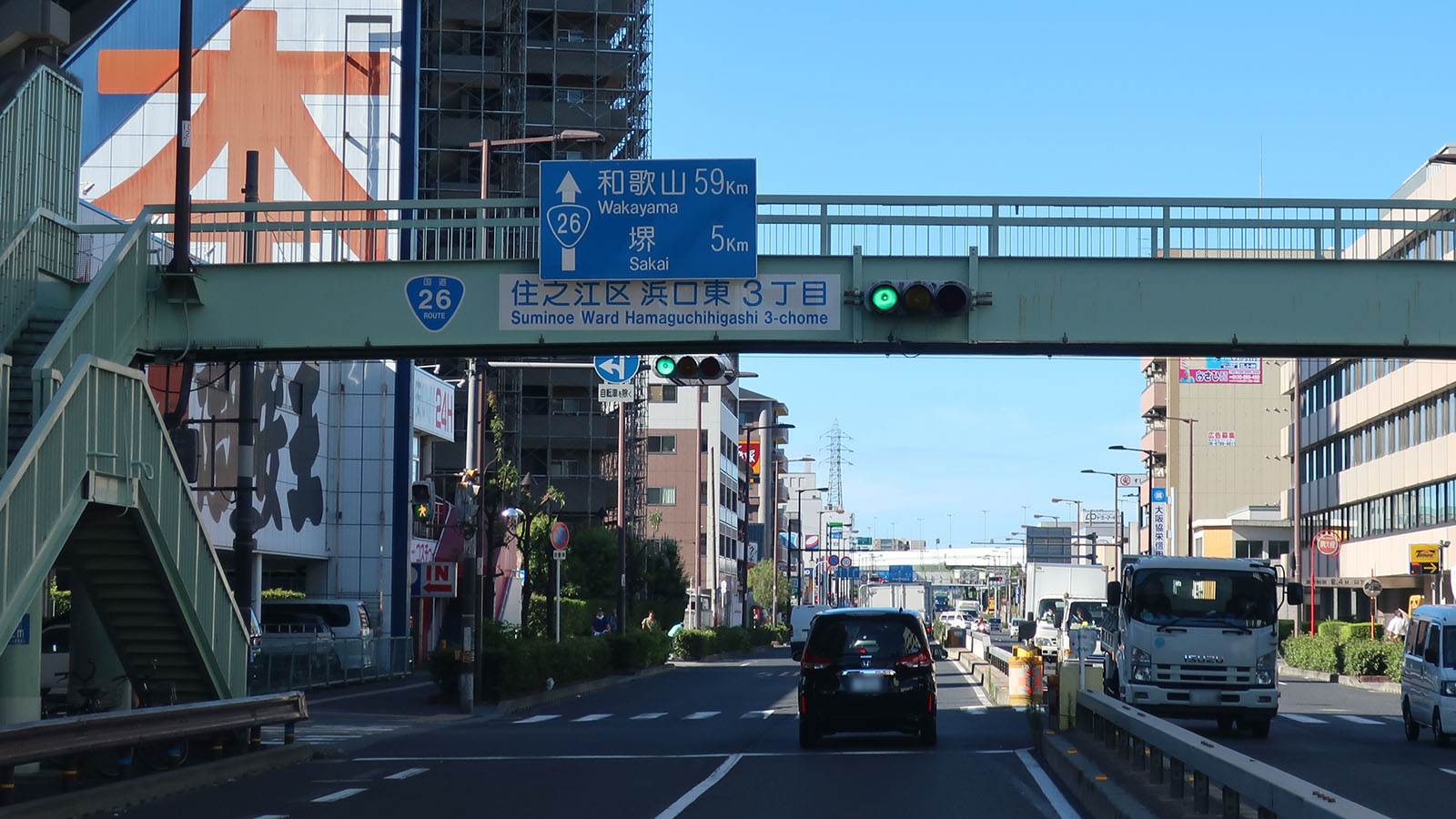
大阪府大阪市住之江区
浜口西3丁目（2019年8月）

### 通過する自治体
- 大阪府
  - 大阪市（北区 - 中央区 - 浪速区 - 西成区 - 住之江区） - 堺市（堺区 - 西区 - 堺区 - 西区） - 高石市 - 和泉市 - 泉大津市 - 泉北郡忠岡町 - 岸和田市 - 貝塚市 - 泉佐野市 - 泉南郡田尻町 - 泉佐野市 - 泉南市 - 阪南市 - 泉南郡岬町
- 和歌山県
  - 和歌山市

### 交差する道路
| 交差する道路 | 都道府県名 | 市町村名 | 市町村名    | 交差する場所               | 交差する場所                              |
| --- | ---------- | -------- | ----------- | -------------------------- | ----------------------------------------- |
| 国道1号 国道2号 / 曽根崎通 国道25号 重複区間起点 国道163号 国道165号 重複区間起点 国道176号                                               | 大阪府     | 大阪市   | 北区        | 梅田1丁目                  | 梅田新道交差点 / 起点                     |
| 国道423号 / 新御堂筋 | 大阪府     | 大阪市   | 北区        | 西天満2丁目                | 梅新南交差点                              |
| 大阪府道168号石切大阪線 | 大阪府     | 大阪市   | 中央区      | 北浜3丁目                  | 淀屋橋交差点                              |
| 国道172号 / 本町通 | 大阪府     | 大阪市   | 中央区      | 本町3丁目                  | 本町3交差点                               |
| 大阪市道築港深江線 / 中央大通 | 大阪府     | 大阪市   | 中央区      | 船場中央3丁目              | 船場中央3交差点                           |
| 大阪市道築港深江線 / 中央大通 | 大阪府     | 大阪市   | 中央区      | 久太郎町3丁目              | 久太郎町3交差点                           |
| 国道308号 / 長堀通 大阪府道173号大阪八尾線                                                                                                | 大阪府     | 大阪市   | 中央区      | 南船場3丁目                | 新橋交差点                                |
| 大阪府道・奈良県道702号大阪枚岡奈良線 大阪市道難波境川線 / 千日前通                                                                       | 大阪府     | 大阪市   | 中央区      | 難波2丁目                  | 難波交差点                                |
| 大阪市道浪速鶴町線 / 大浪通 大阪市道南北線 / 四つ橋筋                                                                                     | 大阪府     | 大阪市   | 浪速区      | 元町2丁目                  | 元町交差点                                |
| 国道25号 重複区間終点 国道165号 重複区間終点                                                                                              | 大阪府     | 大阪市   | 浪速区      | 大国1丁目                  | 大国交差点                                |
| 国道43号 | 大阪府     | 大阪市   | 西成区      | 花園北1丁目                | 花園北交差点                              |
| 大阪府道・兵庫県道41号大阪伊丹線 / 松虫通                                                                                                 | 大阪府     | 大阪市   | 西成区      | 岸里1丁目                  | 岸里交差点                                |
| 大阪府道5号大阪港八尾線 / 南港通 | 大阪府     | 大阪市   | 西成区      | 玉出中2丁目                | 玉出交差点                                |
| 国道479号 / 長居公園通 大阪市道浜口南港線 / 住之江通                                                                                      | 大阪府     | 大阪市   | 住之江区    | 浜口西2丁目                | 浜口交差点                                |
| 阪神高速15号堺線 大阪府道42号・179号住吉八尾線 / 大和川通                                                                                 | 大阪府     | 大阪市   | 住之江区    | 北島1丁目                  | 北島交差点 15-06 住之江出入口             |
| 阪神高速6号大和川線 | 大阪府     | 堺市     | 堺区        | 鉄砲町                     | 大和川大橋南詰交差点 6-02/6-03 鉄砲出入口 |
| 大阪府道187号大堀堺線 | 大阪府     | 堺市     | 堺区        | 海山町2丁                  | 海山町交差点                              |
| 大阪府道29号大阪臨海線 / 別線 | 大阪府     | 堺市     | 堺区        | 神南辺町                   | 北公園前交差点                            |
| 大阪府道・奈良県道12号堺大和高田線 大阪府道29号大阪臨海線                                                                                 | 大阪府     | 堺市     | 堺区        | 戎島町4町                  | 戎島町交差点                              |
| 大阪府道2号大阪中央環状線 重複区間起点 大阪府道31号堺羽曳野線 重複区間起点 大阪府道34号堺狭山線 大阪府道195号堺港線 大阪府道204号堺阪南線 | 大阪府     | 堺市     | 堺区        | 大浜北町3丁                | 大浜北町交差点                            |
| 大阪府道197号深井畑山宿院線 | 大阪府     | 堺市     | 堺区        | 宿院町東1丁                | 宿院交差点 / 終点                         |
| 阪神高速15号堺線 国道310号 / 大阪中央環状線 重複区間終点 大阪府道2号大阪中央環状線 重複区間終点 大阪府道31号堺羽曳野線 重複区間終点       | 大阪府     | 堺市     | 堺区        | 北安井町                   | 堺区安井町交差点 15-07/15-08 堺出入口     |
| 大阪府道197号深井畑山宿院線 | 大阪府     | 堺市     | 堺区        | 大仙西町2丁                | 大仙西町2丁交差点                         |
| 大阪府道34号堺狭山線 | 大阪府     | 堺市     | 西区        | 浜寺石津町東2丁            | 浜寺石津町東2丁交差点                     |
| 大阪府道206号石津川停車場石津線 | 大阪府     | 堺市     | 堺区        | 石津町4丁                  | 石津神社前交差点                          |
| 大阪府道28号大阪高石線 / ときはま線 | 大阪府     | 堺市     | 西区        | 浜寺船尾町西5丁            | 浜寺中学校前                              |
| 大阪府道28号大阪高石線 | 大阪府     | 堺市     | 西区        | 浜寺南町3丁                | 浜寺南町3丁交差点                         |
| 大阪府道219号信太高石線 / 新道 | 大阪府     | 高石市   | 西取石5丁目 | 西取石5丁目交差点          |                                           |
| 大阪府道219号信太高石線 | 大阪府     | 高石市   | 西取石8丁目 | 西取石交差点               |                                           |
| 大阪府道36号泉大津美原線 | 大阪府     | 泉大津市 | 泉大津市    | 綾井                       | 葛の葉町北交差点                          |
| 大阪府道38号富田林泉大津線 / 別線 | 大阪府     | 和泉市   | 和泉市      | 池上町3丁目                | 池上曽根遺跡前                            |
| 大阪府道36号泉大津美原線 | 大阪府     | 和泉市   | 和泉市      | 池上町3丁目                | 池上町交差点                              |
| 国道480号 大阪府道38号富田林泉大津線 | 大阪府     | 泉大津市 | 泉大津市    | 穴田                       | 穴田交差点                                |
| 大阪府道229号田治米忠岡線 | 大阪府     | 泉北郡   | 忠岡町      | 高月南1丁目                | 高月南1丁目交差点                         |
| 大阪府道40号岸和田牛滝山貝塚線 大阪府道227号和気岸和田線 重複                                                                             | 大阪府     | 岸和田市 | 岸和田市    | 中井町3丁目                | 中井町交差点                              |
| 大阪府道231号春木大町線 | 大阪府     | 岸和田市 | 岸和田市    | 荒木町1丁目                | 荒木町交差点                              |
| 大阪府道230号春木岸和田線 | 大阪府     | 岸和田市 | 岸和田市    | 八阪町2丁目                | 八阪町交差点                              |
| 大阪府道39号岸和田港塔原線 | 大阪府     | 岸和田市 | 岸和田市    | 土生町2丁目                | 府立和泉高校東交差点                      |
| 大阪府道40号岸和田牛滝山貝塚線 | 大阪府     | 貝塚市   | 貝塚市      | 畠中2丁目                  | 畠中2丁目交差点                           |
| 和歌山県道・大阪府道64号和歌山貝塚線 / バイパス                                                                                           | 大阪府     | 貝塚市   | 貝塚市      | 堤                         | 堤交差点                                  |
| 大阪府道241号泉佐野熊取線 | 大阪府     | 泉佐野市 | 泉佐野市    | 鶴原                       | 加支多神社東交差点                        |
| 和歌山県道・大阪府道64号和歌山貝塚線 | 大阪府     | 泉佐野市 | 泉佐野市    | 鶴原                       | 鶴原南交差点                              |
| 国道170号 / 大阪外環状線 大阪府道20号枚方富田林泉佐野線                                                                                   | 大阪府     | 泉佐野市 | 泉佐野市    | 上瓦屋                     | 上瓦屋交差点                              |
| 大阪府道・和歌山県道62号泉佐野打田線 | 大阪府     | 泉佐野市 | 泉佐野市    | 中庄                       | 中庄北交差点                              |
| 和歌山県道・大阪府道64号和歌山貝塚線 大阪府道247号土丸栄線 重複                                                                           | 大阪府     | 泉佐野市 | 泉佐野市    | 市場西3丁目                | 泉佐野警察署東交差点                      |
| E71 関西空港自動車道 国道481号 | 大阪府     | 泉佐野市 | 泉佐野市    | 中町4丁目                  | 関西空港口交差点 2 泉佐野IC               |
| 大阪府道248号日根野羽倉崎線 | 大阪府     | 泉佐野市 | 泉佐野市    | 岡本3丁目                  | 岡本交差点                                |
| 大阪府道252号大苗代岡田浦停車場線 | 大阪府     | 泉南市   | 泉南市      | 信達大苗代                 | 大苗代西交差点                            |
| 大阪府道・和歌山県道63号泉佐野岩出線 | 大阪府     | 泉南市   | 泉南市      | 幡代1丁目                  | 幡代北交差点                              |
| 大阪府道256号東鳥取南海線 和歌山県道・大阪府道752号和歌山阪南線                                                                           | 大阪府     | 阪南市   | 阪南市      | 自然田（じねんだ）         | 桜ケ丘北交差点                            |
| 大阪府道261号自然田鳥取線 | 大阪府     | 阪南市   | 阪南市      | 自然田                     | 石田ランプ交差点                          |
| 和歌山県道・大阪府道752号和歌山阪南線 | 大阪府     | 阪南市   | 阪南市      | 箱作                       | 箱ノ浦ランプ北交差点 箱ノ浦ランプ         |
| 和歌山県道・大阪府道752号和歌山阪南線 | 大阪府     | 泉南郡   | 岬町        | 淡輪                       | 淡輪ランプ交差点 淡輪ランプ               |
| 和歌山県道・大阪府道752号和歌山阪南線 | 大阪府     | 泉南郡   | 岬町        | 深日                       | 深日ランプ交差点 深日ランプ               |
| 和歌山県道・大阪府道752号和歌山阪南線 | 大阪府     | 泉南郡   | 岬町        | 孝子                       | 孝子ランプ交差点 孝子ランプ               |
| 和歌山県道7号粉河加太線 | 和歌山県   | 和歌山市 | 和歌山市    | 大谷                       | 大谷交差点 大谷ランプ                     |
| 和歌山県道140号善明寺北島線 | 和歌山県   | 和歌山市 | 和歌山市    | 粟                         | 粟ランプ                                  |
| 国道24号 | 和歌山県   | 和歌山市 | 和歌山市    | 嘉家作丁                   | 嘉家作交差点                              |
| 和歌山県道15号新和歌浦梅原線 | 和歌山県   | 和歌山市 | 和歌山市    | 西布経丁2丁目              | 宇治交差点                                |
| 和歌山県道17号和歌山停車場線 / けやき大通り 和歌山県道・大阪府道752号和歌山阪南線                                                         | 和歌山県   | 和歌山市 | 和歌山市    | 西汀丁（にしみぎわちょう） | 西汀丁交差点                              |
| 国道42号〈中央通り〉 和歌山県道16号和歌山港線 和歌山県道138号和歌山野上線                                                                 | 和歌山県   | 和歌山市 | 和歌山市    | 小松原通1丁目              | 県庁前交差点 / 終点                       |

### 交差する鉄道
- 京阪中之島線
- Osaka Metro中央線
- Osaka Metro千日前線
- Osaka Metro御堂筋線
- 関西本線
- 南海高野線
- Osaka Metro四つ橋線
- 南海本線
- 阪堺電気軌道阪堺線
- 阪和線
- 水間鉄道水間線
- 関西空港線
- 紀勢本線

## ギャラリー

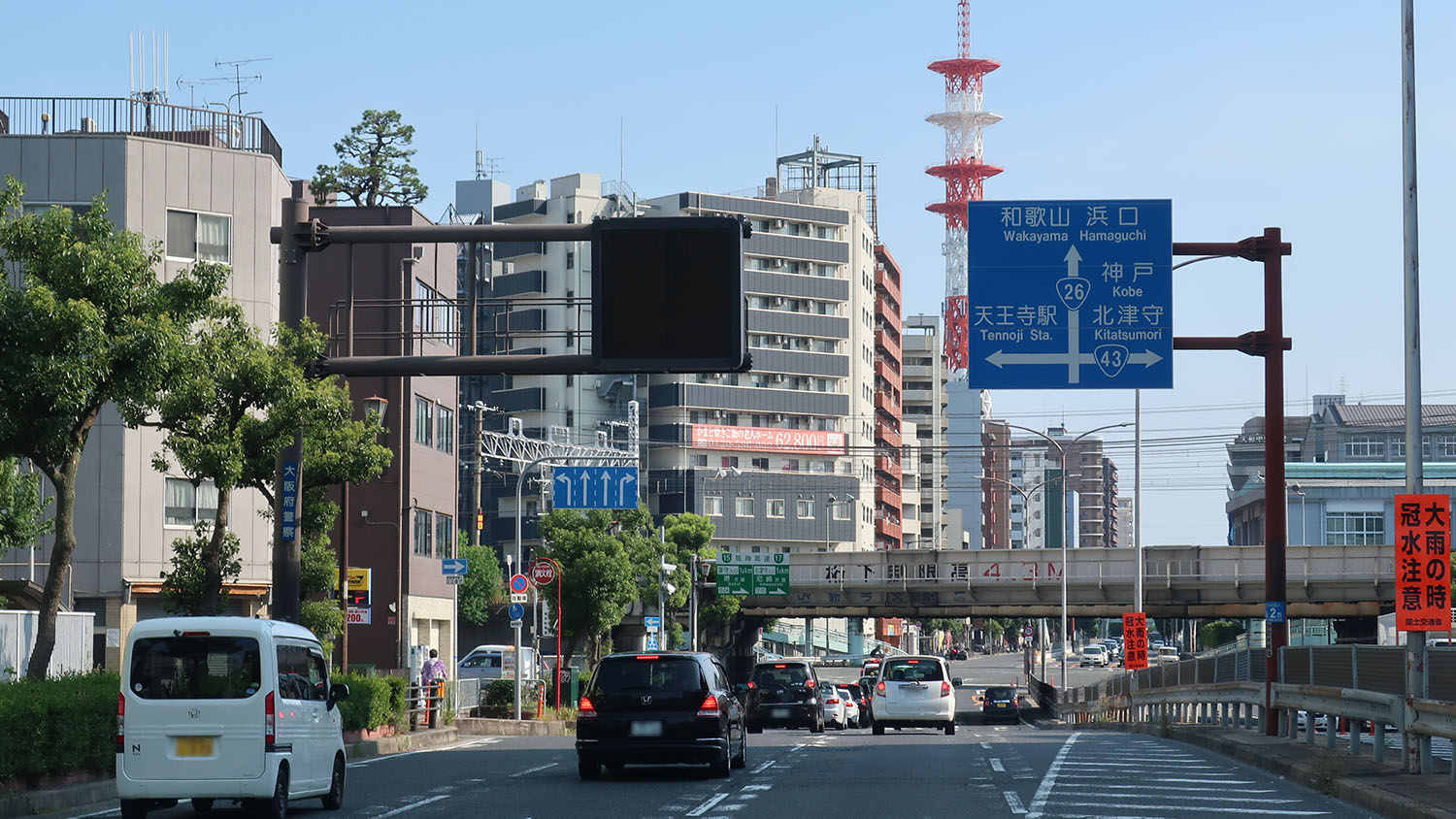
国道43号との分岐 大阪府大阪市浪速区
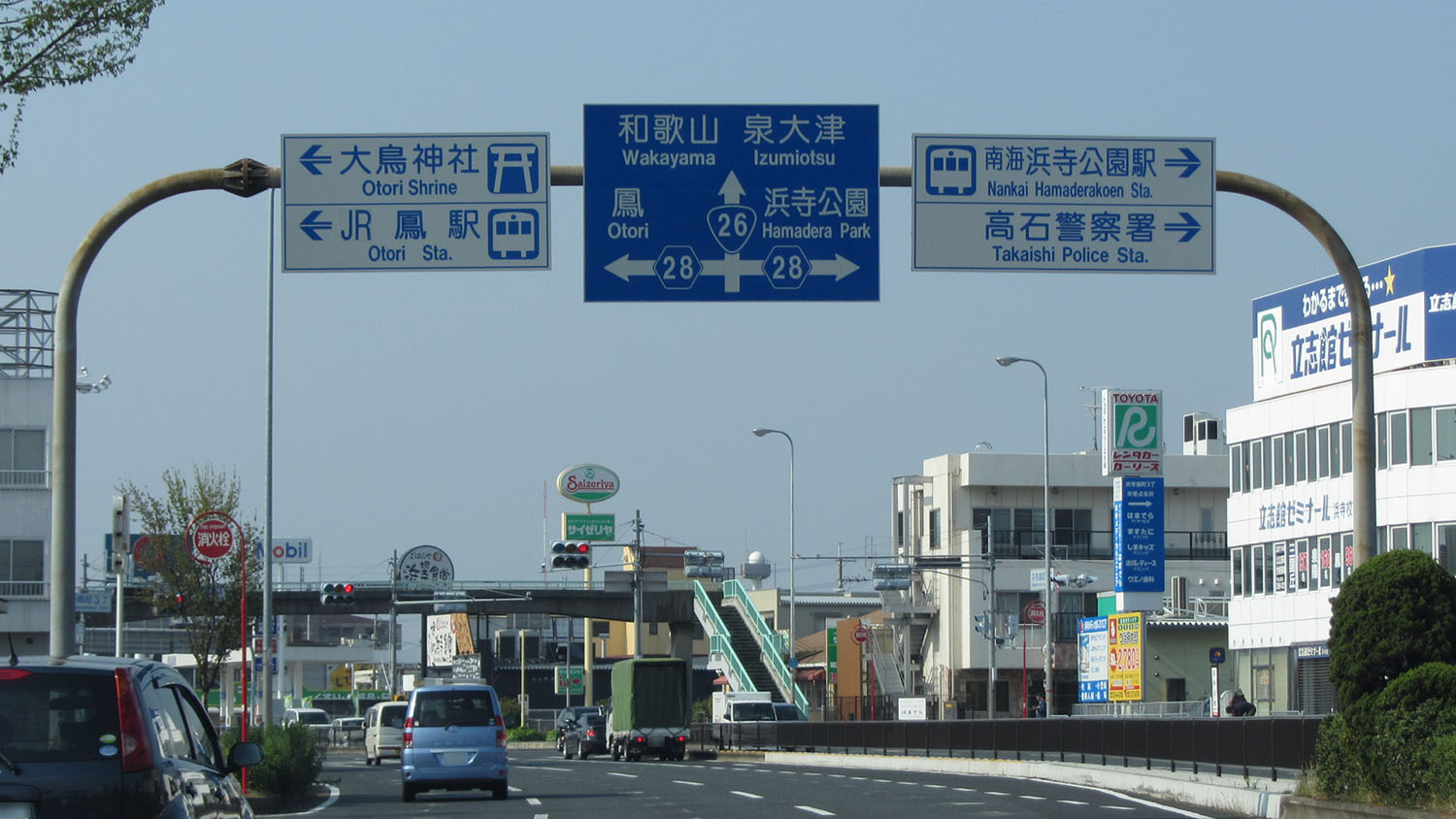
大阪府堺市西区浜寺元町
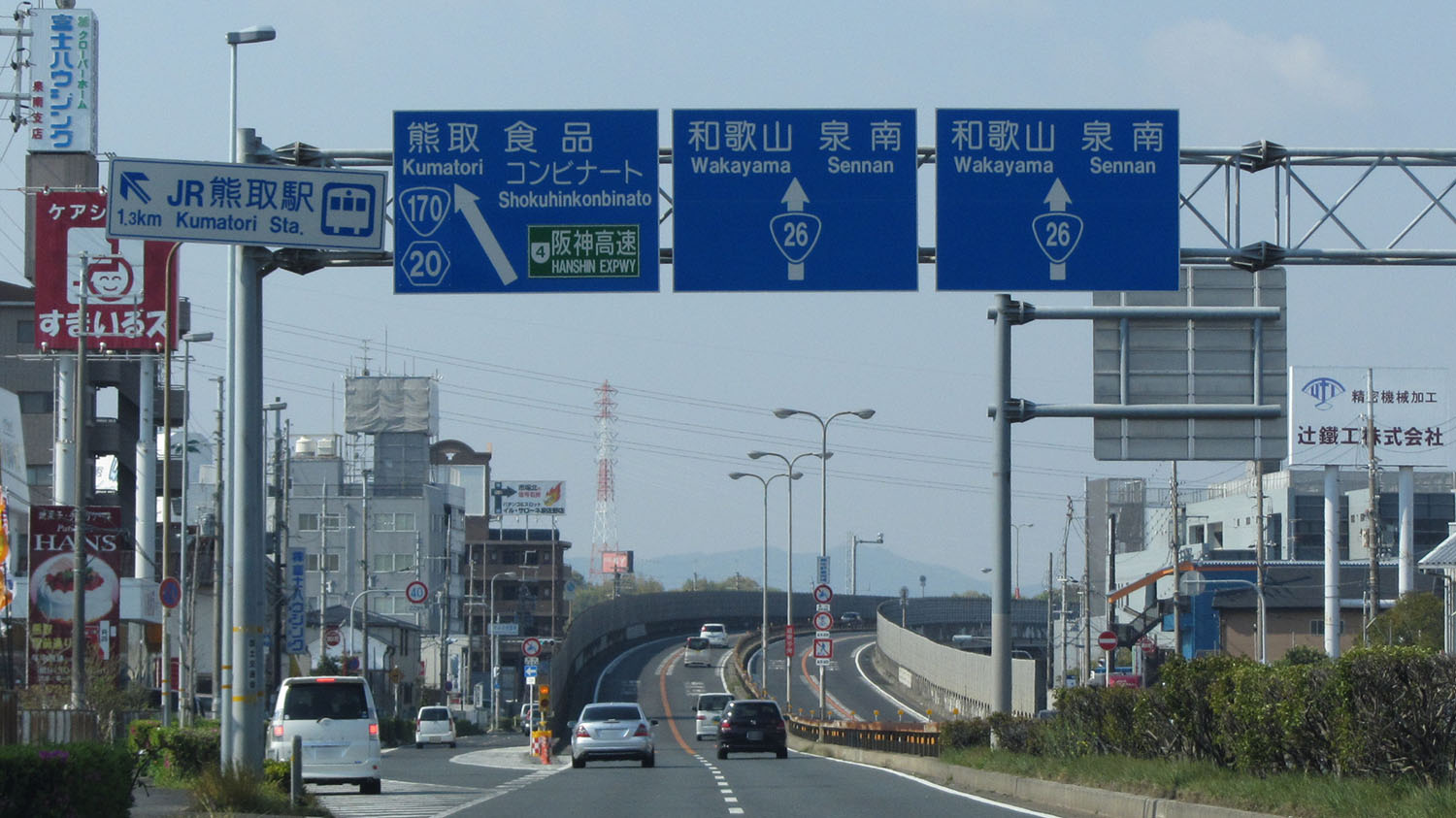
国道170号との分岐 大阪府泉佐野市上瓦屋